# Чемпіонат світу з кросу 1981
Чемпіонат світу з кросу 1981 був проведений 28 березня в Мадриді. Траса змагань була прокладена на іподромі «Сарсуела».
Місце кожної країни у командному заліку серед дорослих чоловічих команд визначалося сумою місць, які посіли перші шестеро спортсменів цієї країни. При визначенні місць дорослих жіночих та юніорських чоловічих команд брались до уваги перші чотири результати відповідно.

## Чоловіки
| Першість | Золото | Золото                           | Срібло | Срібло                             | Бронза | Бронза                                |
| -------- | --- | -------------------------------- | --- | ---------------------------------- | --- | ------------------------------------- |
| Особиста | Крейг Верджін США                                                                                            | 35.05                            | Мохамед Кедір Ефіопія                                                                                                   | 35.07                              | Фернанду Мамеде Португалія                                                                                                  | 35.09                                 |
| Командна | ЕфіопіяМохамед Кедір Гірма Берхану Дередже Неді Кебеде Бальча Міруц Їфтер Ешету Тура Хана Гірма Толосса Коту | 81 очко2 7 13 14 15 30 (32) (75) | СШАКрейг Верджін Том Гант Марк Неноу Білл Дунаковські Брюс Бікфорд Джордж Маллі Ден Діллон Майк Мак-Гвайр Марк Магглтон | 1141 8 17 18 19 51 (63) (80) (103) | КеніяДжексон Руто Пітер Коеч Альфред Ньясані Семмі Могене Вілсон Мусонік Суме Муге Джозеф Кіптум Адріано Мусоньє Джон Ротіч | 22022 24 25 36 56 57 (68) (147) (200) |

| Першість | Золото                                                                          | Золото                    | Срібло                                                                            | Срібло                 | Бронза                                                                       | Бронза                  |
| -------- | ------------------------------------------------------------------------------- | ------------------------- | --------------------------------------------------------------------------------- | ---------------------- | ---------------------------------------------------------------------------- | ----------------------- |
| Особиста | Мухаммед Шурі Туніс                                                             | 22.04                     | Євген Жеребін СРСР                                                                | 22.06                  | Кіт Брантлі США                                                              | 22.07                   |
| Командна | СШАКіт Брантлі Джордж Ніколас Джон Батлер Кріс Гамільтон Піт Ворнер Майкл Паєтт | 23 очки3 4 6 10 (22) (23) | АнгліяПол Девіс-Гейл Джон Річардс Марк Кінг Крістіан Блур Філіп Діксон Ніл Ріммер | 615 11 20 25 (51) (88) | КанадаДейв Рейд Кріс Брюстер Пол Мак-Клой Аллен Г'юглі Марк Олсен Марк Орцел | 6612 14 16 24 (39) (63) |

## Жінки
| Першість | Золото                                                                                               | Золото                   | Срібло                                                                  | Срібло                | Бронза                                                                                          | Бронза                 |
| -------- | --- | ------------------------ | ----------------------------------------------------------------------- | --------------------- | ----------------------------------------------------------------------------------------------- | ---------------------- |
| Особиста | Грете Вайтц Норвегія                                                                                 | 14.07                    | Джен Меррілл США                                                        | 14.22                 | Олена Сіпатова СРСР                                                                             | 14.22                  |
| Командна | СРСРОлена Сіпатова Тетяна Сичова Світлана Ульмасова Тетяна Позднякова Ірина Бондарчук Гіана Романова | 24 очки3 5 7 9 (21) (32) | СШАДжен Меррілл Бетті Спрінгс Джулі Ші Мері Ші Бренда Вебб Франсі Лар'є | 362 6 13 15 (30) (36) | ІталіяАньєзе Поссамаї Крістіна Томазіні Сільвана Кручата Альба Мілана Надя Дондоло Марина Лоддо | 894 23 29 33 (46) (49) |

## Медальний залік
| Місце                | Країна               | Золото | Срібло | Бронза | Загалом |
| -------------------- | -------------------- | ------ | ------ | ------ | ------- |
| 1                    | США                  | 2      | 3      | 1      | 6       |
| 2                    | СРСР                 | 1      | 1      | 1      | 3       |
| 3                    | Ефіопія              | 1      | 1      | 0      | 2       |
| 4                    | Норвегія             | 1      | 0      | 0      | 1       |
| 4                    | Туніс                | 1      | 0      | 0      | 1       |
| 6                    | Англія               | 0      | 1      | 0      | 1       |
| 7                    | Італія               | 0      | 0      | 1      | 1       |
| 7                    | Канада               | 0      | 0      | 1      | 1       |
| 7                    | Кенія                | 0      | 0      | 1      | 1       |
| 7                    | Португалія           | 0      | 0      | 1      | 1       |
| Загалом (10 збірних) | Загалом (10 збірних) | 6      | 6      | 6      | 18      |

## Українці на чемпіонаті
Харків'янин Віктор Кущ був 50-м, а рівненчанин Дмитро Дітлашок — 57-м на фініші юніорського забігу. У командному заліку за підсумками юніорського забігу в складі збірної СРСР спортсмени посіли 6-е місце.